# Ines Katenhusen
Ines Katenhusen (* 1966 in Gifhorn) ist eine deutsche Historikerin und Autorin. Sie forscht und publiziert zu dem Kontext Kunst und Politik im 19. und 20. Jahrhundert sowie zur Geschichte der europäischen Integration.

## Akademischer Werdegang und Leistungen
Ines Katenhusen studierte Germanistik und Geschichte an der Universität Hannover. 1997 wurde sie mit einer Dissertation unter dem Titel Das Verständnis für eine Zeit gewinnt man vielleicht am besten aus ihrer Kunst promoviert. Seitdem publiziert sie als wissenschaftliche Autorin und Herausgeberin von Sammelbänden Beiträge zu Aspekten der Kultur-, Kunst- und Sozialgeschichte des 19. und 20. Jahrhunderts sowie zur Geschichte der europäischen Integration. 30 Artikel zur städtischen Kunst- und Kulturgeschichte Hannovers hat sie zum Stadtlexikon Hannover beigetragen. Ines Katenhusen schrieb auch Beiträge für Ausstellungskataloge, darunter für den Begleitband zur Ausstellung Aller Anfang ist Merz. Von Kurt Schwitters bis heute, die während der Expo 2000 im Sprengel Museum Hannover und 2001 im Haus der Kunst in München stattfand.
Von 1999 bis 2007 war sie wissenschaftliche Mitarbeiterin am Institut für Politische Wissenschaft der Universität Hannover und dort Initiatorin und wissenschaftliche Koordinatorin des interdisziplinären Aufbaustudiengangs European Studies.
Seit 2000 arbeitet Ines Katenhusen über Leben und Werk des deutsch-amerikanischen Kunsthistorikers und Museumsreformers Alexander Dorner. In dem Zusammenhang erhielt sie zahlreiche Postdoc-Stipendien von deutschen und amerikanischen Institutionen wie der Fritz Thyssen Stiftung, dem American Institute for Contemporary German Studies der Johns Hopkins University, der Fulbright-Kommission, dem Postdoctoral Fellowship 2004 des German Historical Institute Washington D.C. und der Terra Foundation for American Art/John-F.-Kennedy-Institut für Nordamerikastudien an der FU Berlin. 2005 nahm sie eine Gastprofessur an der Université de Paris im Bereich Civilisation allemande/L’Allemagne et l’Europe wahr. Artikel und Essays über Dorner veröffentlichte sie in deutschen und US-amerikanischen sowie französischen und russischen Journalen und Büchern. Sie wirkte an Konzepten von Kunstausstellungen verschiedener Museen mit sowie an nationalen und internationalen Konferenzen. Unter anderen hielt sie auf der 2005 von ihr mitveranstalteten internationalen Tagung Visual Culture Revisited. German and American Perspectives on Visual Culture(s) in Berlin den Vortrag The ‚Living Museum‘. The Work of Alexander Dorner (1893–1957), der 2007 in dem gleichnamigen, von Katenhusen mitherausgebenen Tagungsband erschien. Darin beleuchtet sie „die unterschiedlichen Kontexte von anti-deutscher Politik bis zu persönlichen Auseinandersetzungen, die zum Scheitern von Dorner führten“. Auf der internationalen Konferenz Museums and Restitution der University of Manchester im Juli 2010 war sie mit einem Vortrag über die Werke von Kasimir Malewitsch im Provinzialmuseum Hannover vertreten. Dieser Beitrag war 2009 im Katalog zur Ausstellung Kabinett der Abstrakten des Museum of American Art Berlin erschienen.
Seit 2007 ist Ines Katenhusen Referentin für Forschung und Grundsatzfragen im Dekanat der Philosophischen Fakultät der Leibniz Universität Hannover. Derzeit (Stand 2013) arbeitet sie an einer Monografie über Dorner sowie einem Dokumentarfilmprojekt mit dem Arbeitstitel Alexander Dorner. Art and Consequences.

## Rezeption
Unter dem Titel Kunst und Politik. Hannovers Auseinandersetzungen mit der Moderne in der Weimarer Republik wurde die Dissertation von Ines Katenhusen 1998 als fünfter Band in der Reihe Hannoversche Studien, Schriftenreihe des Stadtarchivs Hannover veröffentlicht. In seiner Rezension für die FAZ würdigte es Peter Kropmanns als äußerst nützliches Nachschlagewerk. Ines Katenhusen sei es gelungen, „die Auseinandersetzungen mit der Moderne, die im Hannover der Weimarer Republik schwere Kämpfe mit sich brachten, nahezu erschöpfend darzustellen“. Ihr Verdienst ihrer interdisziplinär angelegten Studie sei es, „durch oftmals einseitig modernistische Perspektiven verdrängte Kulturleistungen zu berücksichtigen und so alle Schwarzweißmalerei zu vermeiden“.

## Auszeichnung
1998 wurde Ines Katenhusen für Kunst und Politik vom Deutschen Institut für Urbanistik mit dem Preis für eine „kommunalwissenschaftlich besonders wertvolle Arbeit“ ausgezeichnet.

## Schriften (Auswahl)
Monografie
- Kunst und Politik. Hannovers Auseinandersetzungen mit der Moderne in der Weimarer Republik, zugleich Dissertation an der Universität Hannover unter dem Titel Das Verständnis für eine Zeit gewinnt man vielleicht am besten aus ihrer Kunst, in der Reihe Hannoversche Studien, Schriftenreihe des Stadtarchivs Hannover, Band 5, Hannover: Hahn, 1998, ISBN 3-7752-4955-9.[16][17]

Kultur- und kunstgeschichtliche Beiträge
- Kurt Schwitters und Hannover Oder vom Wandel und Handel der Eingeborenen jener Siedlung, in der Herr Schwitters zu leben gezwungen ist. In: Aller Anfang ist Merz. Von Kurt Schwitters bis heute, Begleitband zur gleichnamigen Ausstellung während der Expo 2000 im Sprengel Museum Hannover, mit Essays verschiedener Autoren, Sprengel Museum, Hannover 2000, ISBN 3-89169-154-8, S. 234–243. Englischsprachige Ausgabe: In the beginning was Merz - from Kurt Schwitters to the present day, Verlag Hatje Cantz, Ostfildern 2000, ISBN 3-7757-0951-7.
- „Hannover ist nie ein Athen gewesen, eher denn ein Sparta“. Bildende Kunst und Politik in Demokratie und Diktatur, in: Hannoversche Geschichtsblätter N.F. 54, 2000, S. 5–40.
- Women Artists of the 1920s in the Hannover Region. In: Ann Katherine Isaacs: Political systems and definitions of gender roles, Edizioni Plus – Università di Pisa 2001, ISBN 978-88-8492-072-0, S. 117–131, PDF.
- Alexander Dorner (1893–1957): A German Art Historian in the United States, Publication of the American Institute for Contemporary German Studies, The Johns Hopkins University 2002, PDF.
- Heide Grape-Albers (Hrsg.): Das Niedersächsische Landesmuseum Hannover, 2002 – 150 Jahre Museum in Hannover, 100 Jahre Gebäude am Maschpark, Festschrift zum Jahr des Doppeljubiläums, mit Beiträgen von Julian Nida-Rümelin, Ines Katenhusen und Sid Auffarth, Hannover: Niedersächsisches Landesmuseum, 2002, ISBN 3-929444-29-1.
- Lebenslust per Ratsbeschluß: das Experiment Straßenkunst und der Nana-Skandal im Hannover der 1970er Jahre. In: Geschichte als Experiment: Studien zu Politik, Kultur und Alltag im 19. und 20. Jahrhundert, Festschrift für Adelheid von Saldern, hrsg. von Daniela Münkel und Jutta Schwarzkopf, Frankfurt/Main; New York: Campus-Verlag, 2004, ISBN 3-593-37489-7, S. 307–319.
- Straßenkunstprogramm und Imagepolitik (1969–1974). In: Die 1960er Jahre in Hannover. Künstler, Galerien und Straßenkunst, hrsg. von Stephan Lohr und Ludwig Zerull in Zusammenarbeit mit dem Sprengel-Museum Hannover, Publikation zur Ausstellung vom 2. Dezember 2007–30. März 2008, Hannover: Sprengel-Museum, 2007, ISBN 978-3-89169-206-6, S. 167–184.
- Ein Museumsdirektor auf und zwischen den Stühlen. Alexander Dorner (1893–1957) in Hannover. In: Ruth Heftrig, Olaf Peters, Barbara Schellewald (Hrsg.): Kunstgeschichte im „Dritten Reich“, Oldenbourg Akademieverlag, Berlin 2008, ISBN 978-3-05-004448-4, S. 156–171
- „... die Malevitch-Kiste könnte ein Filmmanuskript sein“. Zum Schicksal von Kasimir Malewitsch Gemälde „Suprematische Kompensation“. In: Uwe Fleckner (Hrsg.): Das verfemte Meisterwerk: Schicksalswege moderner Kunst im Dritten Reich, Schriften der Forschungsstelle „Entartete Kunst“, Bd. 4, Oldenbourg Akademieverlag, Berlin 2009, ISBN 978-3-05-004360-9, S. 137–173.

Als Autorin und Herausgeberin von Sammelbänden zum Thema europäische Integration
- Mit Wolfram Lamping (Hrsg.): Demokratien in Europa. Der Einfluß der europäischen Integration auf Institutionenwandel und neue Konturen des demokratischen Verfassungsstaates [teilweise deutsch, teilweise englisch], Leske und Budrich, Opladen 2003, ISBN 3-8100-3414-2.
- Mit Christiane Lemke, Jutta Joachim (Hrsg.): Konstitutionalisierung und Governance in der EU. Perspektiven einer europäischen Verfassung [teilweise deutsch, teilweise englisch], Reihe: Europa als politischer Raum, Bd. 1, Lit Verlag, Hamburg 2006, ISBN 3-8258-8121-0.
- Mit Heike Brabandt, Volker Epping, Jan Martin Hoffmann (Hrsg.): Menschenrechte und Migration in Europa, Reihe: Europa als politischer Raum, Bd. 2, Lit Verlag, Hamburg 2009, ISBN 978-3-8258-1648-3.